# محمد عباسی
محمد عباسی (زادهٔ ۹ اسفند ۱۳۳۶ گرگان) سیاستمدار ایرانی است که از فروردین ۱۴۰۱ تا آبان ۱۴۰۳ معاون وزیر کشور و رئیس سازمان امور اجتماعی کشور بود. وی پیش‌تر وزیر تعاون از سال ١٣٨۵ تا ۱۳۹۰ و وزیر ورزش و جوانان از سال ۱۳۹۰ تا ۱۳۹۲ در دولت‌های محمود احمدی‌نژاد بوده‌است.

## زندگی
محمد عباسی فعال سیاسی و یکی از چهره‌های اجرایی جمهوری اسلامی ایران است. متولد ۱۳۳۷ گرگان در استان گلستان و دارنده دکتری مدیریت آموزش عالی از واحد علوم و تحقیقات دانشگاه آزاد اسلامی و دکتری مدیریت استراتژیک است. از نمایندگان دوره هفتم مجلس شورای اسلامی، مشاور احمدی‌نژاد در آمریکای لاتین و وزیر تعاون در دولت نهم و اولین وزیر ورزش و جوانان ایران است. عضو هیئت علمی مؤسسه آموزش عالی مدیریت و برنامه‌ریزی و معاون برنامه‌ریزی استانداری مازندران و رئیس دانشگاه آزاد اسلامی در قائمشهر بوده‌است. وی از رزمندگان دفاع مقدس و از طرف خامنه‌ای رهبر انقلاب اسلامی به عنوان عضو هیئت امنای بنیاد مستضعفان انقلاب اسلامی تعیین شده بود.

## استیضاح
با شروع مجلس نهم یکی از نمایندگان که به گفته عباسی قصد دخالت در عزل و نصب‌های مدیریتی را داشت، برای استیضاح او مبادرت به جمع امضاء از نمایندگان کرد. او استخدام غیرقانونی تعدادی از نزدیکان وزیر را از جمله دلایل استیضاح اعلام کرد. نتایج درخشان کاروان ورزشی ایران در المپیک و پارالمپیک و تیم والیبال و از طرفی جعلی بودن اسامی افراد غیرقانونی استخدام شده باعث شد که فضای مجلس تغییر کند و نمایندگان امضای خود را برای استیضاح پس بگیرند.یکی دیگر از دلایل پس گرفتن استیضاح، روشن شدن این موضوع بود که تعدادی از اسامی که به گفتهٔ نمایندگان از نزدیکان وزیر ورزش بوده و غیرقانونی استخدام شدند، سال‌ها پیش در جریان جنگ ایران و عراق کشته شده‌اند.

## نتایج بی‌سابقه در تاریخ المپیک
در زمان تصدی وزارت ورزش محمد عباسی عرصۀ ورزش ایران شاهد رویدادهای مهمی بود. تدوین برنامۀ جامع ورزش و جوانان اقدام راهبردی این زمان بود. توسعۀ زیر ساخت‌های ورزشی که در انتهای دولت دهم به بیش از دوبرابر زیر ساخت‌های تاریخ ورزش کشور تا ابتدای دولت نهم رسید. حضور قدرتمند کاروان ورزشی ایران در المپیک و پارالمپیک ۲۰۱۲ لندن که با کسب ۱۲ مدال (۴ طلا ،۵ نقره و ۳ برنز) با اندازۀ مدالهای سه دوره المپیک در سیدنی، آتن و چین ردیف ورزشی ایران را از رتبه ۵۱ جهانی به ردیف ۱۷ رساند و در پارا المپیک با کسب ۲۴ مدال (۱۰ طلا، ۷ نقره و ۷ برنز) ردیف یازده جهانی را کسب کردند. علاوه بر آن قهرمانی جهان کشتی‌گیران و پیروزی قاطع آنان بر روسیه و آمریکا، مقام نایب قهرمانی وزنه‌برداری، کاراته، تکواندوی ایران و راهیابی تیم ملی والیبال ایران برای اولین بار به جام جهانی و تیم ملی فوتبال به عنوان سرگروه به جام جهانی نتایج تاریخی ورزش ایران در این زمان است. با کسب مقام ششم توسط یک بانوی ایرانی در المپیک حضور بانوان ایرانی با حفظ حجاب اسلامی مورد توجه قرار گرفت.

## عضویت در هیئت امنای بنیاد مستضعفان
محمد عباسی از طرف سید علی خامنه ای، در ۷ مهرماه ۱۳۹۳ به عنوان یکی از اعضای هیئت امنای بنیاد مستضعفان انقلاب اسلامی تعیین شد.

## کاندیداتوری برای ریاست دیوان محاسبات
در تیر ۱۳۹۹ بهروز محبی نجم‌آبادی عضو کمیسیون برنامه و بودجه، اسامی آقایان مهرداد بذرپاش، لطف‌الله فروزان و محمد عباسی برای ریاست دیوان محاسبات کشور را عنوان کرد که نهایتاً مهرداد بذرپاش، اول مرداد ۱۳۹۹ به عنوان رئیس دیوان برگزیده شد.

## انتخابات ریاست‌جمهوری ۱۴۰۰
عباسی در اسفند ۱۳۹۹ در پاسخ به سؤالی دربارهٔ ادعای برخی رسانه‌ها مبنی بر دیدار احمدی‌نژاد با او برای کاندیداتوری در انتخابات ریاست جمهوری گفت: بنده هیچ دیداری با آقای احمدی‌نژاد نداشته‌ام و من‌بعد از اینگونه شایعات با اهداف متعدد زیاد شنیده خواهد شد. وی دربارهٔ کاندیداتوری خود در انتخابات ریاست جمهوری و ادعای ساماندهی ستادهای انتخاباتی خود نیز گفت: من در حال تدوین راهکارهای برون‌رفت از مشکلات اقتصادی و معیشتی مردم هستم، اما در مورد چگونگی ورود به انتخابات ۱۴۰۰ به زودی توضیح خواهم داد. محمد عباسی پس از دیدار با ابراهیم رئیسی و قبل از اعلام لیست نهایی کاندیدهای تأیید شده توسط شورای نگهبان، در تاریخ ۳ خرداد ۱۴۰۰ با انتشار بیانیه‌ای ضمن حمایت از ابراهیم رئیسی از کاندیداتوری انتخابات ریاست جمهوری ۱۴۰۰ انصراف داد.